# Christopher Pyne

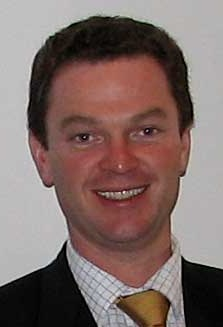

Christopher Pyne (ur. 13 sierpnia 1967) – australijski polityk, poseł z ramienia Liberalna Partia Australii reprezentujący rejon wyborczy Sturt.